# 中静祐介
中静 祐介（なかしずか ゆうすけ、1980年5月11日 - ）は、日本のローカルタレント。主に新潟県で活動している。
新潟市を本拠地とするお笑い集団NAMARAの提携タレントであり、NAMARA所属のお笑い芸人「ヤングキャベツ」としても活動している。

## 出演

### テレビ番組
- NST「スマイルスタジアム」レギュラー

### ラジオ番組
- BSN「マエカブナカシズカ」レギュラー（山田彩乃と共演[8]）